# Viù
Viù é uma comuna italiana da região do Piemonte, província de Turim, com cerca de 1.225 habitantes. Estende-se por uma área de 84 km², tendo uma densidade populacional de 15 hab/km². Faz fronteira com Mezzenile, Traves, Germagnano, Lemie, Vallo Torinese, Varisella, Condove, Val della Torre, Rubiana.

## Demografia
| Variação demográfica do município entre 1861 e 2011                               |
|                                                                                   |
| Fonte: Istituto Nazionale di Statistica (ISTAT) - Elaboração gráfica da Wikipedia |